# Saint-Étienne-sous-Bailleul
Saint-Étienne-sous-Bailleul ist eine französische Gemeinde mit 388 Einwohnern (Stand: 1. Januar 2022) im Département Eure in der Region Normandie; sie gehört zum Arrondissement Les Andelys und zum Kanton Gaillon. 

## Geographie
Saint-Étienne-sous-Bailleul liegt etwa 42 Kilometer südsüdöstlich von Rouen. Umgeben wird Saint-Étienne-sous-Bailleul von den Nachbargemeinden Saint-Pierre-de-Bailleul im Westen und Norden, La Chapelle-Longueville im Norden, Osten und Süden sowie Villez-sous-Bailleul im Westen.

## Bevölkerungsentwicklung
| Jahr                       | 1962 | 1968 | 1975 | 1982 | 1990 | 1999 | 2006 | 2013 | 2019 |
| Einwohner                  | 120  | 117  | 182  | 210  | 281  | 325  | 369  | 419  | 386  |
| Quellen: Cassini und INSEE |      |      |      |      |      |      |      |      |      |

## Sehenswürdigkeiten
- Kirche Saint-Julien aus dem 12./13. Jahrhundert